# Partit Llibertari (Argentina)
El Partit Llibertari (PL, en castellà: Partido Libertario) és un partit polític argentí que promou elements del conservadorisme social i el llibertarisme de dreta econòmica i el minarquisme. Actualment el partit està liderat pel president Javier Milei, que va guanyar la segona volta de les eleccions generals argentines de 2023, va quedar segon a la primera volta de les eleccions generals i va ocupar el primer lloc a les eleccions primàries argentines amb el 29,86% dels vots. El partit també és membre fundador de la coalició La Llibertat Avança, que també està liderada per Javier Milei.
La ideologia del partit, segons la seva pròpia plataforma, se centra en el llibertarisme, defensant el lliure mercat i un estat mínim i laic, entre altres idees. Tanmateix, entre els seus seguidors, hi ha posicions que van des del liberalisme clàssic, l'ultraconservadorisme fins a l'anarcocapitalisme i els enfocaments transversals.
El partit ha obtingut l'autorització per donar suport a candidatures a nivell nacional. L'establiment de la Junta Executiva Nacional va tenir lloc a Rosario, amb la participació de líders llibertaris de diverses províncies. Està presidit per Ramiro Marra, que també ocupa el càrrec de legislador a la Legislatura de la ciutat de Buenos Aires. A més, el partit té un reconeixement legal nacional i està establert en onze districtes, inclosa la capital federal.

## Història
El partit va ser fundat el 2018 per una majoria de joves de diverses regions del país. Estaven connectats i agrupats a través de xarxes socials i fòrums de debat, tots simpatitzants de l'economista mediàtic Javier Milei. El 23 de febrer de l'any següent, durant un acte del partit a la capital federal organitzat pel Partit Llibertari, Milei es va afiliar públicament al partit i simultàniament va ser nomenat el seu president honorari.